# Apple A4
O Apple A4 é um sistema em um chip (SoC) desenvolvido pela Apple e introduzido em abril de 2010 com o lançamento do iPad (1ª geração)|iPad de primeira geração. Baseado na arquitetura ARMv7, o A4 foi o primeiro processador projetado internamente pela Apple especificamente para seus dispositivos móveis, marcando um passo importante na transição da empresa para soluções proprietárias de hardware.
Ele combina uma CPU baseada no ARM Cortex-A8, uma GPU PowerVR SGX535, e memória RAM em uma única arquitetura compacta, utilizando a técnica de empilhamento de chips chamada Package on package (PoP).

## História e desenvolvimento
O Apple A4 foi desenvolvido após a aquisição da empresa Intrinsity pela Apple em 2010, que ajudou a otimizar o design baseado no processador ARM Cortex-A8. A fabricação ficou a cargo da Samsung Electronics utilizando o processo de 45 nanômetros, que proporcionou ganhos em eficiência energética e desempenho em comparação com gerações anteriores.
A estratégia da Apple com o A4 marcou sua transição para o design próprio de processadores, reduzindo a dependência de fornecedores externos e permitindo maior integração entre hardware e software.

## Design e especificações técnicas
- CPU: ARM Cortex-A8 de núcleo único, com clock de até 1 GHz no iPad (1ª geração) e 800 MHz no iPhone 4 e iPod Touch (4ª geração)|iPod Touch 4ª geração.
- GPU: PowerVR SGX535, responsável pelo processamento gráfico.
- Memória RAM: 256 MB DDR no iPad e Apple TV 2, 512 MB no iPhone 4.
- Processo de fabricação: 45 nanômetros pela Samsung.
- Tamanho do die: aproximadamente 53 mm².
- Arquitetura PoP: combina CPU, GPU e memória em um único pacote empilhado, reduzindo o espaço ocupado e aumentando a eficiência energética.

## Performance e eficiência
O Apple A4 proporcionou ganhos significativos de desempenho e eficiência em relação aos chips anteriores utilizados pela Apple, destacando-se pela redução do consumo energético e melhora na autonomia dos dispositivos móveis. Benchmark indicam bom desempenho em tarefas comuns de processamento e gráficos, impulsionando a experiência do usuário nos primeiros iPads e iPhones com o chip.

## Impacto tecnológico
O lançamento do A4 representou um marco para a Apple, dando início à linha de processadores próprios da empresa que continuaria a evoluir com as séries A5, A6 e posteriores. O design integrado e otimizado permitiu à Apple controlar melhor o desempenho e consumo dos seus dispositivos, além de influenciar o mercado móvel com a adoção de sistemas em um chip (SoC) avançados.

## Dispositivos que utilizam o Apple A4
- iPad (1ª geração)
- iPhone 4
- iPod Touch (4ª geração)
- Apple TV 2